# 5042 Колпа
5042 Колпа (5042 Colpa) — астероїд головного поясу, відкритий 20 червня 1974 року.
Тіссеранів параметр щодо Юпітера — 3,221.